# Depressió danubiana
La depressió danubiana (en eslovac Podunajská nížina) és la part de la petita plana hongaresa (Petit Alföld) que pertany a Eslovàquia, localitzada entre el riu Danubi, els Petits Carpats i les altres parts dels Carpats occidentals.
En termes de geomorfologia, forma una unitat juntament amb la conca de Neusiedl (Neusiedler Becken), a Àustria, i la conca de Győr (Győri-medence), a Hongria. És una extensa depressió tectònica farcida de capes de Quaternari neógeno fins a una altura d'entre 100 i 350 metres. Està formada per les dues parts següents:
- pujols danubians (també traduït com a Terra alta danubiana) en el nord;
- plana danubiana en el sud.

Molts assentaments, urbans i d'un altre tipus, poden trobar-se en aquesta zona primordialment agrícola. Les ciutats de Topoľčany, Nové Zámky, Komárno, Levice, Dunajská Streda i Galanta són centres administratius. Són centres d'indústria i del processament de productes agrícoles (molins, fàbriques de cervesa, etc.). Antigues ciutats vinícoles (Svätý Jur, Pezinok, Modra) i balnearis (Piešťany, Dudince) també poden trobar-se en la depressió.